# 230
El año 230 (CCXXX) fue un año común comenzado en viernes del calendario juliano, en vigor en aquella fecha.
En el Imperio romano el año fue nombrado como el del consulado de Agrícola y Clementino o, menos comúnmente, como el 983 Ab urbe condita, siendo su denominación como 230 posterior, de la Edad Media, al establecerse el Anno Domini.

## Acontecimientos

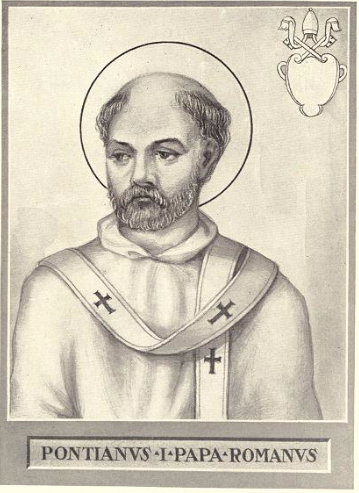
Ponciano, elegido papa este año.

- La expansión sasánida amenaza las fronteras del Imperio romano; Ardacher I envió su ejército a la provincia romana de Mesopotamia, asediando sin éxito la ciudad fortificada de Nisibis, en el actual Irak. Al mismo tiempo trató de atravesar las fronteras hacia Siria y Capadocia. Parecía que los romanos querían intentar resolver el conflicto diplomáticamente, pero no fue así. Ardacher luchó infructuosamente en las fronteras romanas durante los años 230 y 231; como resultado el emperador Alejandro Severo (222-235) movió sus tropas hacia el este, estableciendo su base en Antioquía y a su pesar, teniendo grandes dificultades en mantener unido su ejército. Intentó de nuevo un pacto y de nuevo Ardacher I lo rechazó.
- 21 de julio: Ponciano es elegido papa de la Iglesia católica.

### Arte y literatura
- Restauración del circo romano de Mérida (fecha aproximada).

## Nacimientos
- Marco Aurelio Caro, emperador romano en 282 hasta 283. (Fecha aproximada.)

## Fallecimientos
- 23 de mayo: Urbano I, papa de la Iglesia católica.